# Efekt crvenih očiju
Efekt crvenih očiju u fotografiji je uobičajena pojava crvenih zjenica na fotografijama očiju u boji. Javlja se pri korištenju fotografske bljeskalice pri slabom osvjetljenju ili noću. Kada bljesak prođe kroz oči i odbije se na stražnjoj strani oka, uzrokuje crveni refleks na slici, pretvarajući oči subjekta u crveno. Nijansu uglavnom uzrokuje visoka koncentracija krvi u žilnici. Na efekt može utjecati i blizina bljeskalice i objektiva fotoaparata. Kod djece, drukčija nijansa crvenog refleksa, poput bijele ili žute, može ukazivati na bolest.[nedostaje izvor] Kod životinja, sličan efekt može uzrokovati promjenu boje njihovih očiju na fotografijama.
Efekt se može izbjeći uputom subjektu da skrene pogled s objektiva, povećanjem svjetline fotografske lokacije ili pomicanjem bljeskalice dalje od objektiva, ili digitalno korištenjem alata za popravak crvenih očiju na digitalnim fotoaparatima ili uklanjanjem efekta u softwareu za uređivanje. Znanstvenici su razvili niz tehnika otkrivanja crvenih očiju kako bi poboljšali digitalno uklanjanje crvenih očiju.